# Galeana pratensis
Galeana pratensis là một loài thực vật có hoa trong họ Cúc. Loài này được (Kunth) Rydb. mô tả khoa học đầu tiên năm 1914.